# Mallamawa Kaka
Mallamawa Kaka (auch: Malamawa Kaka, Mallamaoua Kaka) ist ein Dorf in der Landgemeinde Sarkin Haoussa in Niger.

## Geographie
Das von einem traditionellen Ortsvorsteher (chef traditionnel) geleitete Dorf befindet sich rund 13 Kilometer westlich des Hauptorts Sarkin Haoussa der gleichnamigen Landgemeinde, die zum Departement Mayahi in der Region Maradi gehört. Weitere Siedlungen in der Umgebung von Mallamawa Kaka sind Dan Maïro im Nordwesten, Koren Habdjia im Nordosten, Maï Tsakoni im Osten, Jantoudou und Wakasso im Südosten sowie Maïki im Südwesten.
Es herrscht das Klima der Sahelzone vor, mit einer durchschnittlichen jährlichen Niederschlagsmenge zwischen 300 und 400 mm.

## Bevölkerung
Bei der Volkszählung 2012 hatte Mallamawa Kaka 2419 Einwohner, die in 303 Haushalten lebten. Bei der Volkszählung 2001 betrug die Einwohnerzahl 1670 in 208 Haushalten.
Die Bevölkerungsdichte in diesem Gebiet ist für nigrische Verhältnisse hoch.

## Wirtschaft und Infrastruktur
Das Gebiet der Ebenen im südlichen Teil der Region Maradi, in dem Mallamawa Kaka liegt, ist von einer anhaltenden Degradation der ackerbaulichen Flächen gekennzeichnet, die mit der hohen Bevölkerungsdichte in Zusammenhang steht. Im Dorf ist ein Gesundheitszentrum des Typs Centre de Santé Intégré (CSI) vorhanden. Es gibt eine Grundschule. Der Staat unterhält eine kleine Solaranlage.